# 马坝人遗址
马坝人遗址（包含石峡遗址），位于广东省韶关市曲江区马坝镇西南3公里处的狮子岩，是两座石灰岩孤峰，远看像伏地的狮子(北山为狮头，南山为狮尾)。山中拥有纵横交错的溶洞。
1958年马坝公社的农民在狮子岩狮头山北面第二层溶洞中采挖洞内的堆积作肥料时，在的一条裂隙发现古人类头骨化石和古脊椎动物化石，经有关专家鉴定是直立人向智人过渡的早期类型人类化石，于是命名为马坝人。马坝人的脑容量估计超过北京人，又具有智人的进步性质。分类上归于早期智人，是直立人转变为早期智人这一重要环节的代表。
马坝人头骨化石是目前华南地区唯一发现的早期智人化石，马坝人遗址至今尚未发现有文化遗物。马坝人的发现，有助于研究古人类在粤北地区的活动和当时的地理环境，也为进一步探讨人类演化和发展过程提供了宝贵材料。既扩大中国远古人类分布范围，还填补了岭南地区人类进化系统上的空白。
1973年，在狮子岩狮头山与狮尾山之间又发现了为新石器时代遗址。也就是一種遗址，遗址内有4个不同时期的考学文化堆积层：
- 距今约6000年的新石器时代文化层；
- 距今约5000—4000年被命名为“石峡文化”的新石器晚期文化层；
- 是距今约3800—3100年的早期青铜文化层；
- 西周晚期到春秋时期相当的晚期青铜文化层。

石峡遗址内发现有柱洞、灰坑、陶窑等遗存，被清理的公共墓葬有一百多座，并出土有石器、陶器及玉器等。